# Neuquenia pallida
Neuquenia pallida là một loài nhện trong họ Amaurobiidae.
Loài này thuộc chi Neuquenia. Neuquenia pallida được Cândido Firmino de Mello-Leitão miêu tả năm 1940.